# Ostrze róży
Ostrze róży (tytuł oryg. Chin gei bin 2: Fa dou daai jin) – hongkoński przygodowo-komediowy film akcji, wydany 12 sierpnia 2004 roku w reżyserii Patricka Leunga i Corey Yuena.

## Obsada
Źródło: Filmweb

- Tony Leung Ka-fai – Blackwood
- Donnie Yen – generał Lone
- Jackie Chan – władca Armour
- Edison Chen – Peachy
- Jaycee Chan – szef węglarzy
- Gillian Chung – "Niebieski Ptak"
- Charlene Choi – 13 nowa mistrzyni
- Fan Bingbing – Red Vulture
- Daniel Wu – Wei Liao
- Qu Ying – cesarzowa
- Bo-lin Chen – dureń
- Sui-man Chim – przywódca buntowników

## Nominacje
W 2005 roku podczas 24. edycji Hong Kong Film Award Corey Yuen, Pik Kwan Lee, Jaycee Chan i Kwok-Leung Yu byli nominowani do nagrody Hong Kong Film Award w kategorii Best Action Choreography, Best Costume Design and Make Up, Best New Artist i  Best Visual Effects.